# Пію чорногорлий
Пію чорногорлий (Synallaxis castanea) — вид горобцеподібних птахів родини горнерових (Furnariidae). Ендемік Венесуели.

## Опис
Довжина птаха становить 16-18 см. Забарвлення майже повністю рудувато-коричневе. на горлі чорна пляма. Хвіст довгий.

## Поширення і екологія
Чорногорлі пію мешкають в Прибережному хребті Карибських Анд на півночі Венесуели, від Арагуа до Міранди. Вони живуть в підліску та на узліссях вологих гірських тропічних лісів та в прибережних заростях. Зустрічаються на висоті від 1300 до 2200 м над рівнем моря.